# La spada dell'impero
La spada dell'impero è un romanzo storico di Simon Scarrow ambientato nel 54 d.C., pubblicato in Italia nell'ottobre del 2018 dalla casa editrice Newton Compton.
È il sedicesimo romanzo della Eagles of the Empire Series con protagonisti Macrone e Catone.

## Trama

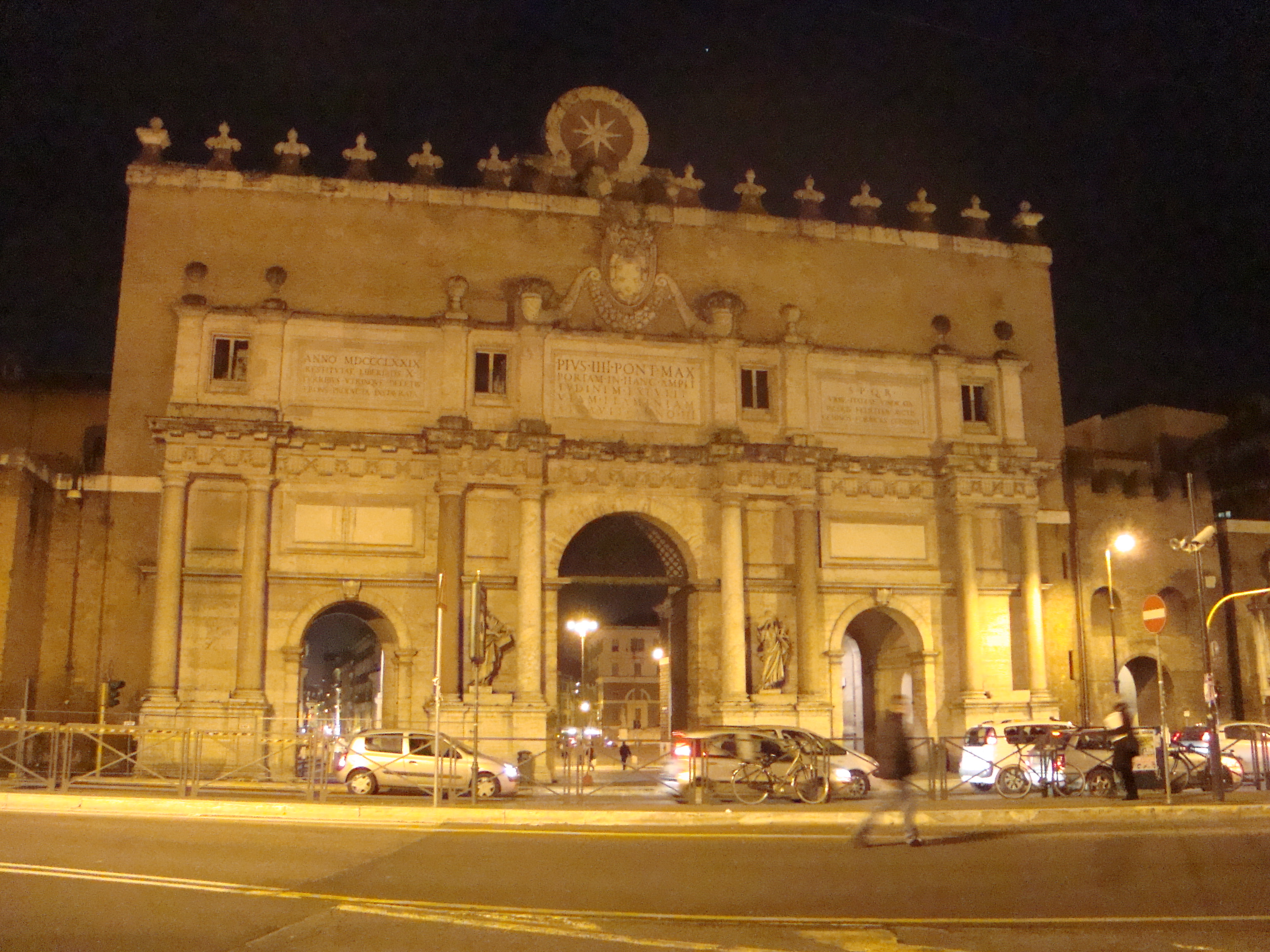
Porta Flaminia oggi. Vi si svolsero le fasi decisive dello scontro tra Pretoriani e Sesta Legione

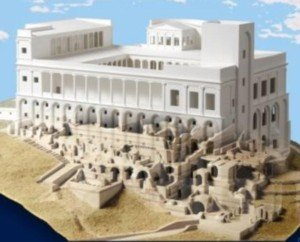
Ricostruzione di Villa Jovis, sull'Isola di Capri, ultimo rifugio dei nemici di Nerone.

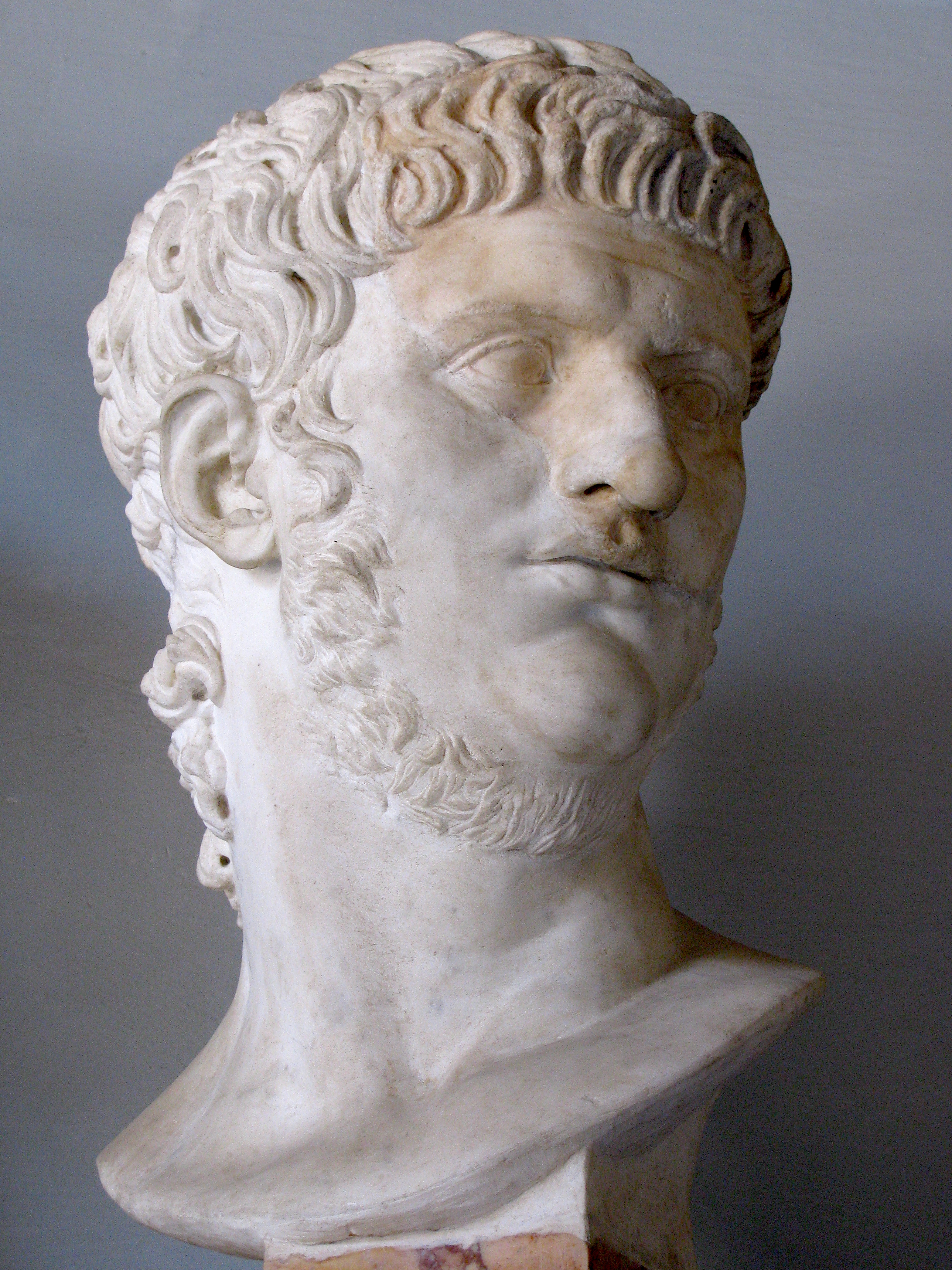
Busto dell'imperatore Nerone Claudio Cesare Augusto Germanico.

È il 54 d.C. Dopo quattordici anni di regno, l'Imperatore Claudio è morto, Roma è in tumulto, Nerone ha preso il potere appoggiato dalla Guardia Pretoriana, ma il figlio legittimo di Claudio, Britannico, non rinuncia a rivendicare il trono. Il prefetto Catone ed il centurione Macrone aspirano ad avere il comando di un esercito per rimanere nel loro ambiente preferito, ma troppi occhi si sono posati su di entrambi per averli dalla loro parte in questo momento cruciale della storia di Roma.
Giunti a Roma, dopo essere rientrati in Italia dalla spedizione in Spagna, Catone e Macrone cominciano a fare domande sulla veridicità delle voci che vogliono Claudio non morto per cause naturali. L'optio Gannico, di guardia alle porte della città, li mette sull'avviso di non trattare così apertamente tali argomenti in quanto sono tipici dei nemici del nuovo imperatore.
Dopo essersi insediati negli alloggi destinati agli ufficiali nella caserma dei Pretoriani, Catone e Macrone partecipano, assieme a tutti i soldati che si sono battuti in Spagna, alla cerimonia per prestare giuramento al nuovo imperatore. Durante il discorso di Nerone, diverse voci si alzano a reclamare i sesterzi promessi a tutti i pretoriani ma che al momento solo il contingente recatosi in Spagna non ha ancora ricevuto.
Nerone promette con fatica che i soldi arriveranno a breve, ma il malumore serpeggia tra i soldati. Catone ed i centurioni faticano a mettere ordine ed a chiudere la cerimonia.
Ritiratosi in caserma Catone incontra Pallante che, con il suo solito modo di fare subdolo, gli concede cinque giorni per essergli fedele. Altrimenti lo considererà come uno qualsiasi dei suoi nemici e non si farà scrupolo di colpire i suoi cari ed in particolare il figlio Lucio. Catone rimane scosso dall'episodio che rivive analogo a tanti altri vissuti con l'ormai morto liberto Narciso. Le pressioni su Catone si moltiplicano quando con una scusa la moglie di Vespasiano, Domizia, lo incontra in segreto per convincerlo ad appoggiare la fazione contraria a Nerone e che vuole mettere sul trono Britannico. Catone anche a quest'ultima richiesta risponde di non essere interessato.
Dopo alcuni giorni, dal comando dei pretoriani, viene affidato a Catone il compito di arrestare, e trasportare al palazzo reale, il senatore Granico, accusato di fomentare apertamente il dissenso verso il nuovo imperatore. La missione viene svolta senza intoppi sin quando, una volta consegnato il senatore alla guardia del palazzo reale, Catone si ritrova da solo nella stanza in cui vi è il corpo del senatore Granico da poco pugnalato a morte. Il sopraggiungere di Pallante con alcuni pretoriani costringe Catone a prendere una grave decisione: fugge in maniera rocambolesca dal palazzo reale, dopo che i sopraggiunti lo hanno colto inchinato vicino al cadavere nell'atto di togliere il pugnale dalla schiena del senatore. Durante la fuga Catone riesce ad individuare l'assassino e lo insegue mentre esce dal palazzo reale e superato il Circo Massimo giunge nel Foro Boario dove nascostosi in un vicolo, coglie di sorpresa Catone e prima di stordirlo gli rivela di essere al soldo di Pallante.
Catone, in veste di fuggiasco, passa diversi giorni a nascondersi nei luoghi più malfamati di Roma. Poi con uno stratagemma riesce ad incontrare Macrone e gli chiede di portare al sicuro fuori città Lucio. Macrone quindi trasferisce Lucio e la sua balia a dieci miglia fuori Roma presso la fattoria dove vivono Lucilla, la sorella di Petronilla, ed il suo compagno Mario.
Frattanto sia lui che Catone, separatamente, cercano di individuare il vero assassino del senatore, riuscendo anche ad eliminare, Fenno e Tallino, due spie di Pallante che li tenevano sotto controllo. Quando un incendio distrugge la stamberga dove si nasconde Catone questi viene salvato da Attalo, un emissario di Domizia, che lo porta in salvo a casa sua e tenta nuovamente di convincerlo a passare dalla parte dei ribelli. Per convincerlo definitivamente gli presenta Narciso, che aveva simulato il proprio suicidio, ed ora è tra gli orchestratori di una sommossa che prevede l'eliminazione fisica di Nerone e tutti i suoi parenti e seguaci.
Il giorno seguente Macrone viene avvisato da Petronilla che il piccolo Lucio è stato rapito, probabilmente dagli uomini di Pallante, e quindi, con l'aiuto del Senatore Sempronio, si reca a casa di Domizia dove incontra Catone e gli vengono presentati tutti i complottisti. I due sono felici di ritrovarsi, ma si rendono conto che per l'ennesima volta saranno costretti ad essere il braccio di Narciso, infatti vengono messi al corrente di tutti i particolari del complotto, le cui menti sono Narciso, Domizia, i senatori Sempronio e Sulpicio ed il legato Pastino. Il ruolo di Catone sarà quello di offrire una somma ingente ad ogni pretoriano che aderirà alla congiura e sfruttare il suo prestigio per portarne il più possibile dalla sua parte. Infatti entro dieci giorni il legato Pastino porterà la sua legione alle porte di Roma per poi, al segnale concordato, assalire il palazzo reale ed il senato, e se necessario affrontare i pretoriani rimasti fedeli a Nerone. Poiché Catone e Macrone sono riluttanti sull'aderire alla congiura, Domizia, pensando di fare cosa gradita a Catone e portarlo dalla sua parte, gli confessa che Giulia non ha mai avuto un amante, ma era tutta una copertura studiata da lei e Narciso per permettere ai congiurati di frequentare la casa di Sempronio senza destare sospetti. Catone e Macrone, sono sempre più infastiditi dai modi subdoli dei congiurati, ma decidono infine di aiutarli quando Narciso e Domizia gli ricordano che l'unica speranza di liberare Lucio è quella di annientare Pallante.
Il giorno prima dell'inizio della congiura, Attalo irrompe in casa di Sempronio allertando lui Catone e Macrone che Pallante ha scoperto qualcosa e ha mandato i pretoriani ad arrestare il senatore. Neanche il tempo di rendersi di conto del pericolo che stanno correndo che i pretoriani sfondano la porta e cominciano un confronto feroce con gli occupanti della casa. Con un espediente Catone riesce a creare una cortina di fuoco che ferma per qualche minuto gli assalitori dando loro il tempo di scappare. Attalo però è ferito gravemente ed il senatore si sacrifica rimanendo ucciso per permettere agli altri di fuggire. Trovato un posto sicuro Macrone e Catone prestano le prime cure ad Attalo e riconosciuto un tatuaggio lo smascherano, in realtà è l'ex pretoriano Marco Prisco, ricostruiscono quindi tutti gli eventi e si rendono conto che Lucio è stato rapito su ordine di Narciso e l'uccisione del senatore è stata architettata per evitare che Catone passasse dalla parte di Pallante. Pertanto Macrone e Catone decidono di passare loro all'azione e di cambiare squadra. Portano quindi Attalo al cospetto di Pallante per fargli confessare l'omicidio del senatore Granico e scagionare Catone.
Contemporaneamente, Catone mette Pallante e Nerone sull'avviso dell'imminente colpo di stato, e messosi a capo dei pretoriani si lancia a contrastare la Sesta Legione, fedele a Britannico, che grazie all'appoggio del traditore Cristo, sta entrando in città attraverso la Porta Flaminia.
Dopo aspri combattimenti e diversi stratagemmi tattici Catone e Macrone riescono a sconfiggere e mettere in fuga la legione ribelle e la inseguono fino al porto di Ostia. Nel porto i fuggitivi si imbarcano assieme a Narciso, che porta sempre con sé in ostaggio il figlio di Catone Lucio, con destinazione il Sinus Cumanus.
Catone manda quindi un emissario con urgenza a Miseno per chiedere alla flotta romana di bloccare i fuggitivi. Una volta giunto anche Catone a Miseno viene a sapere che la flotta ha attaccato e distrutto gran parte della flottiglia dei fuggitivi, di cui una parte è però riuscita a rifugiarsi nel porto dell'isola di Capri.
Catone e Macrone organizzano uno sbarco notturno sull'isola e riescono ad avere la meglio sulle rimanenti truppe della Sesta Legione. Giungono quindi presso il palazzo reale di Villa Jovis dove, ucciso il tribuno Cristo, fanno prigionieri tutti i senatori ribelli ed il loro seguito, ed in particolare il principe Britannico. Catone riesce a salvare il figlio e Macrone uccide l'odiato Narciso facendolo precipitare sugli scogli.
Rientrati a Roma, Catone e Macrone hanno il tempo di assistere all'avvelenamento di Britannico durante un banchetto per poi essere informati che la loro prossima destinazione sarà il Medio Oriente, per organizzare una spedizione in Armenia contro i Parti.

## Personaggi
- Macrone: Centurione della Seconda coorte della Guardia Pretoriana.
- Catone: Prefetto della Seconda coorte della Guardia Pretoriana.
- Nerone: Nuovo Imperatore di Roma, figlio di Agrippina, pronipote del defunto Claudio.
- Agrippina: Vedova dell'imperatore Claudio, madre di Nerone.
- Britannico: Figlio del defunto imperatore Claudio, fratellastro di Nerone.
- Pallante: Liberto dell'imperatore Nerone.
- Aulo Vitellio: Comandante della recente spedizione in Spagna, sostenitore di Nerone.
- Marco Granico Sapex: Senatore, oppositore di Nerone.
- Vespasiano: Senatore, ex Legato della Seconda Legione.
- Domizia: Moglie di Vespasiano.
- Amrillo: Senatore.
- Attalo: Agente di Domizia, ex pretoriano col nome di Marco Prisco.
- Narciso: Liberto del defunto imperatore Claudio, simula il suo suicidio per congiurare contro Nerone.
- Sulpicio: Senatore, sostenitore della congiura contro Nerone.
- Gaio Lemillo Secondo: Ammiraglio della flotta di Miseno.
- Spiromande: Navarca della flotta di Miseno.
- Pastino: Legato della Sesta Legione.
- Gaio Fenno: Spia di Pallante.
- Tallino: Spia di Pallante.
- Sesto Afranio Burro: Prefetto a comando della Guardia Pretoriana.
- Mantalo: Tribuno della Guardia Pretoriana.
- Cecilio: Tribuno della Guardia Pretoriana.

- Terzillio: Tribuno, comandante della Terza coorte della Guardia Pretoriana.
- Aulo Valerio Cristo: Tribuno della Guardia Pretoriana. Ex amante della defunta moglie di Catone.
- Placino: Centurione della Seconda coorte della Guardia Pretoriana.
- Porcino: Centurione della Seconda coorte della Guardia Pretoriana.
- Petilio: Centurione della Seconda coorte della Guardia Pretoriana.
- Appio: Centurione della Guardia Pretoriana.
- Metello: Optio della Seconda coorte della Guardia Pretoriana.
- Ignazio: Optio della Seconda coorte della Guardia Pretoriana.
- Nicolis: Optio della Seconda coorte della Guardia Pretoriana.
- Gaio Gannico: Optio della Guardia Pretoriana.
- Nerva: Optio della Guardia Pretoriana.
- Erio Rutilio: Vessillifero imperiale.
- Sempronio: Senatore, padre della defunta Giulia.
- Giulia: Moglie defunta di Catone.
- Lucio Licinio: Figlio di Catone e della defunta Giulia.
- Licinia Petronilla: Balia di Lucio.
- Lucilla: Sorella di Petronilla.
- Mario: Contadino, compagno di Lucilla.
- Tribonio: Oste della Suburra.
- Cefodo: Avvocato presso il tribunale del Foro Boario.
- Decimo: Domestico della casa di Vespasiano.

## Ambientazione
| Anno    | Età Macrone | Età Catone | Ambientazione                                  |
| ------- | ----------- | ---------- | ---------------------------------------------- |
| 54 d.C. | 46 anni     | 29 anni    | RomaRegione Campania, Miseno ed Isola di Capri |

## Edizioni
- Simon Scarrow, La spada dell'impero, traduzione di Francesca Noto, collana Nuova Narrativa Newton, Newton Compton, 31 ottobre 2018,  p. 378, ISBN 978-88-227-2362-8.
- Simon Scarrow, La spada dell'impero, traduzione di Francesca Noto, collana Gli Insuperabili Gold, Newton Compton, 30 gennaio 2020,  p. 378, ISBN 978-88-227-3462-4.
- Simon Scarrow, La spada dell'impero, traduzione di Francesca Noto, collana King, Newton Compton, 30 luglio 2020,  p. 384, ISBN 978-88-227-4552-1.

## Analisi
La spada dell'impero è il primo romanzo, della serie Eagles of the Empire, a non essere ambientato durante il regno dell'imperatore Claudio.
È il quarto romanzo della serie Eagles of the Empire ambientato a Roma, gli altri tre sono La profezia dell'aquila, Il pretoriano e L'armata invincibile.
È il secondo romanzo consecutivo, in cui compare il personaggio di Licinia Petronilla, balia del figlio di Catone. La sua prima apparizione risale al romanzo L'armata invincibile.